# Estat de Jaipur

Escut de Jaipur.

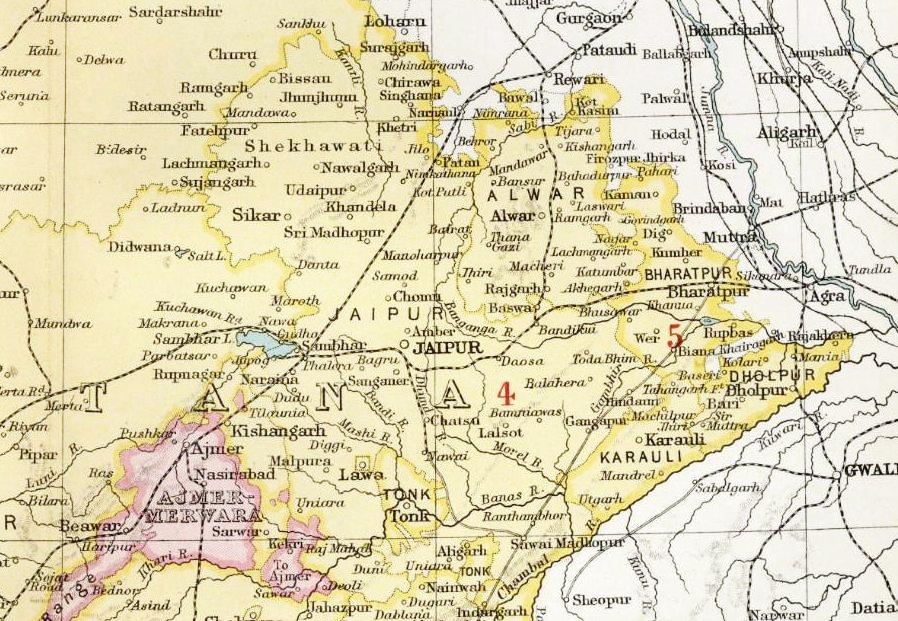
Jaipur a l'Imperial Gazetteer of India.

L'Estat de Jaipur fou un estat de l'Agència de Rajputana, residència de Jaipur. La capital era Jaipur.

## Geografia

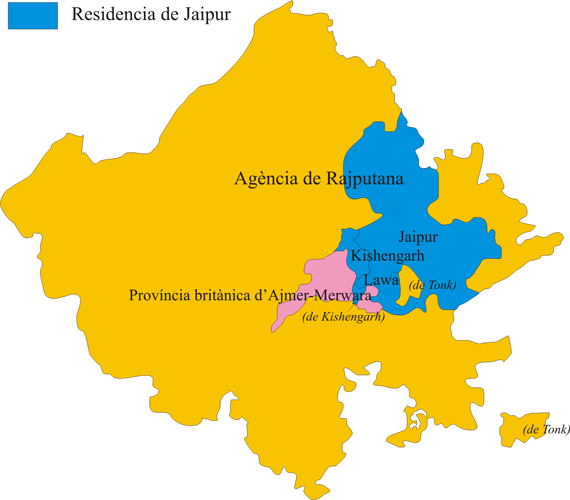
Residència de Jaipur.

La superfície era de 40.349 km² el que el convertia en el quart estat per superfície de la Rajputana després dels grans estats occidentals (Jodhpur, Bikaner i Jaisalmer).
Limitava al nord amb Bikaner, Loharu i Patiala (el districte separat de Kot Kasim afrontava amb el tahsil Rewari del districte de Gurgaon, i amb l'estat de Nabha); a l'oest amb Bikaner, Jodhpur, Kishangarh i la província britànica d'Ajmer-Merwara; al sud amb Udaipur (Mewar), Bundi, Tonk, Kotah i Gwalior; i a l'est amb Karauli, Bharatpur i Alwar.
El país és relativament pla però creuat per petites serralades i amb algunes muntanyes aïllades; el centre de l'estat és un altiplà elevat de forma triangular de fins a 500 metres d'altura; la base del triangle és una línia que va de l'oest des de la ciutat de Jaipur fins prop de la frontera d'Alwar, i el vèrtex és una secció dels Aravalli, que va del llac Sambhar fins a Khetri, districte de l'extrem nord del principat, i arriba a 1069 metres a Raghunathgarh, formant la frontera natural entre el país arenós del Shekhawati i la fèrtil plana de Jaipur.
El riu principal és el Banas que corre per 177 km per l'estat o per la frontera; els seus tributaris principals són el Dain, el Mashi, el Dhil, el Galwa, i el Morel; el Chambal forma el límit sud-est que separava l'estat de Kotah i de Gwalior. El Banganga, un altre riu destacat, corre 145 km cap al sud-est i després cap a l'est. Altres rius són el Bandi (afluent del Mashi), el Dhund (afluent del Morel) i el Khari (també afluent del Morel). Per Jaipur (ciutat) passa el Aman-i-Shah que desaigua a Dhund; el Mendha desaigua al llac Sambhar; el Sabi i Sahibi corre en direcció a Alwar, i pel districte de Kot Kasim cap al districte britànic de Gurgaon; finalment el Kantli o Katli, el riu del Shekhawati, que discorre durant 96 km i es perd a les arenes de la frontera amb Bikaner. La resta de rius són secs excepte en temps de pluges. L'únic llac rellevant és el Sambhar (compartit amb Jodhpur)
El clima és sec i càlid. Al temps de calor els vents són molt forts al Shekhawati, i porten arena que després desapareix. Les nits són generalment agradables.

## Població
L'estat estava format per 5773 pobles i llogarets. La població el 1881 era de 2.527.142; el 1891 de 2.823.966; i el 1901 de 2.658.666. El descens fou degut a la fam de 1899-1900 seguida de malària i còlera, que va reduir la població. El districte separat de Kot Kasim va patir menys i la seva població es va incrementar en un 22%. Era l'estat més poblat de la Rajputana. La població al cens del 1931 era de 2.631.775 habitants, altre cop inferior.

## Llengua i religió
La llengua principal era el jaipurí (o dhundari) un dels quatre principals grups del rajasthaní; també es parlaven el bagri (una forma del maewar), i el dangi (una forma d'hindi occidental).
Les castes principals eren els bramans (349.000, 13%), els jats (265.000, 10%), els mines (minas, 241.000, 9%), els chamars (218.000) els mahajans (212.000), els gujars (184.000), els rajputs (124.000), i els malis (116.000).
Més de 2.418.000 persones eren hindús (per damunt del 90%) incloent algunes sectes com la dels dadupanthis (centrada a Naraima, prop del llac Sambhar); els musulmans eren el 7% i els jains el 2,5%. El 1901 hi havia 364 cristians nadius.

## Arqueologia
Són llocs d'interès a l'antic estat el fort d'Amber, Bairat, Chatsu, Daosa I el fort de Rathambhor. També hi ha palaus interessants a Ambaheri (tahsil de Baswa) i a Toda Rai Singh (al sud-oest)

## Govern i administració
El maharajà és el cap del clan kachwaha dels rajputs que diuen ser descendents de Kusa, el fill de Rama, rei d'Ayodhia i heroi del poema Ramayana.
El govern corresponia al maharajà assistit per un consell de deu membres amb tres departaments principals: financer, judicial i d'afers diplomàtics i militars amb tres o quatre membres cada departament. Totes les decisions corresponien al conjunt del consell presidit pel maharajà. L'estat estava dividit en dos diwanis (divisions): Oriental i Occidental, cadascuna amb el seu diwan encarregat de la recaptació.
Estava dividit en deu nizamats o districtes, amb 1 ciutat (la capital) i 37 pobles grans entre les quals les principals eren Sikar, Fatehpur, Nawalgarh, Jhunjhunu, Ramgarh, Lachmangarh (totes al nord, al Shekhawati), Hindaun (a l'est), i Sawai Madhopur (al sud-oest). Els nizamats eren: Sawai Jaipur, Daosa, Gangapur, Hindaun, Kot Kasim, Sawai Madhopur, Malpura, Sambhar, Shekhawati i Torawati. Cada nizamat tenia al front un nazim assistit per un naib-nazim i estaven dividits en total en 31 tahsils o districtes.

## Justícia
Les corts inferiors eren les dels tahsildars (un total de 22); la següent cort era la dels nazims; seguia la cort del faujdari adalat. Al Shekawati els poders d'aquestes corts eren més amplis i els tahsildars tenien els poders del faujdaris; a la capital hi havia tres munsif per casos civils de menor quantia i dos naib-faujdar per casos criminals menors. La cort del faujdari adalat jutjava casos més importants, i seguia la cort d'apel·lació amb quatre jutges civils i dos penals. El consell era la cort suprema de justícia i apel·lació; per dictar sentències de mort calia la presència del maharajà.

## Moneda i segells
Jaipur tenia moneda pròpia anomenada jhar shahi (per la marca d'encunyació, jhar; la moneda d'or eren els mohurs; circulaven també rúpies, monedes de plata petites i peces de coure; al segle XX es va introduir la moneda britànica.
L'estat disposava de 324 oficines de correus i 14 de telègraf. El 1861 l'estat va obrir el seu propi sistema postal i el 1901 tenia 86 oficines locals de correu. Emissions de diverses classes de segells apareixen entre 1886 i 1948.

## Terra
Dos terços de la terra eren khalsa, i la resta estava concedit als nobles i sacerdots. Les principals eren les concedides a membres de la família reial que pagaven renda però no feien serveis; seguien les que feien alguns serveis i pagaven renda, entre les que cal esmentar les terrets de Khetri i Sikar; després els jagirs ordinaris (que feien serveis pero no pagaven renda) i els inams concedits a les institucions religioses, cortesans, favorits i militars, que no pagaven ni renda ni serveis.

## Exèrcit i policia
L'exèrcit estava format vers 1900 per 5000 homes d'infanteria dividits en vuit regiments, cinc mil irregulars nagas, 700 homes de cavalleria, 860 artillers i 100 camellers (sowar). Disposava de 50 canons i 60 petits canons (zamburas). Els jagirdars tenian 5782 homes a disposició del maharajà. Una petita guarnició britànica era a Sambhar i a Jaipur estava aquarterat un destacament del 42 regiment Deoli.
La policia estava dividida en dos cossos, la policia de la ciutat, sota un faujdar, amb 855 homes i agents locals o chakidars, i la policia de districte sota un superintendent.
Fins al 1889 només hi havia una preso a la capital per 370 presoners; el 1887 es va començar a construir una segona presó oberta dos anys després i entre ambdues podien allotjar 1114 presoners (incloent-hi 110 dones).
Els minas eren turbulents i causaven alguns problemenes i es dividien en zamindars (cultivadors) i chaukidars (merodejadors) difícils de distingir; els segons sovint agafaven ramats per portar-los als seus poblats; des de 1897 el maharajà va intentar posar fi a aquests fets; menors eren els conflictes causats pels baoris (que eren només 1.117).

## Economia i comunicacions
Shekhawati és un territori arenós i només produïa en temps de pluja; els camells es feien servir per llaurar la terra; la terra és també predominantment arenosa al nord de la ciutat de Jaipur i a l'oest, on es produeix blat i civada; a l'est de la capital i al sud, la terra és més fèrtil i produeix principalment cotó, moresc i altres productes, incloent-hi, en algunes èpoques, civada, canya de sucre i opi. Els ramats són pocs importants i els animals millors són importats. Entre els animals característics destaquen els camells de Shekhawati. La zona més productiva de les irrigades era Kalakh Sagar a 50 km al nord de Jaipur (ciutat). Al llac Sambhar es produïa sal. El país tenia granit, coure al Khetri i a Singhana, i ferro a Karwar (prop d'Hiraun); a Babai hi havia una mina de cobalt. Per la construcció es produïa rajola de sorra, i marbre. Les manufactures principals eren les robes de cotó, marbres i terrissa; dues fàbriques de cotó es trobaven a la capital (obertes el 1885) i una tercera a Mandawar (oberta el 1893). Una activitat important era la banca a la capital i algunes ciutats del Shekhawati. Exportava principalment sal, cotó, roba i marbre (a més de fusta del Shekhawati) i importava d'Anglaterra sucre, arròs, tabac i eines.
El país era creuat per la línia fèrria de Rajputana-Malwa, d'est a oest (341 km). Una línia interior anava de Jaipur a Sawai Madhopur.

## Escut i bandera
L'escut de l'estat era quarterat amb vores i separacions daurades: al primer quarter cel de plata, terra sinople, amb tres arbres naturals; el segon amb fons plata i terra sinople amb cavall amb guerrer de plata; al tercer, cel de plata, terra de sinople, castell marró; i al quart, cel de plata, terra verd amb dos arbres naturals. L'escut estava rodejat del collar de CGIE (Cavaller Comandant de l'orde de l'Imperi de l'Índia), concedit el 1863, lligat amb cadena de plata, amb elefants, flors de lotus i galls d'indi reial daurats; penjat del collar la corona imperial daurada i l'emblema del títol, una rosa vermella de cinc pètals amb fulles verdes entremig i un cercle central amb la imatge de la reina Victòria rodejada per un cercle amb la inscripció "Imperatricis Auspiciis" (sota protecció de l'Emperadriu); a cada costat de la rosa un canó amb roda del que sobresurt una bandera triangular amb els cinc colors. Sobre l'escut elm de sable amb reduïts llambrequins daurats, i a cada costat dos sables de plata i puny daurat amb les puntes cap als costats esquerra i dret. L'escut aguantat a l'esquerra per un lleó daurat i a la dreta per un cavall blanc amb regnes daurades i cadira de gules amb vora daurada. A la part inferior uns elements daurats aguanten una cinta blava on està escrit en lletres sànscrites daurades: "Yato dharmhstato jai" (on hi ha la virtut, hi ha la victòria). Aquest escut està sota un pavelló o mantell, roig amb cintes i cordes daurades; al lloc de la corona hi ha dos àngels, un amb trompeta, i l'altre més petit al seu darrere, de plata, i a cada costat tres banderes de l'estat (els cinc colors però sense el sol). Imatge de l'escut a l'arxiu d'Internet
L'escut reial adoptat el 1922 és lleugerament diferent; no té el collar; a la part superior en lloc dels àngels hi ha el sol. L'escut és completament circular de vora de sinople; al primer quarter un cavall de plata sobre gules; al segon una àliga natural en daurat, amb una serp natural a la boca; al tercer un cap d'elefant natural en camp de plata; i al quart cel daurat amb un castell de plata sobre terra de sinople.
La primera bandera de l'estat fou adoptada el 1877. Era l'habitual panchranga en proporció 2:3, amb cinc franges iguals horitzontals (vermell, verd, blanc, blau i groc). En el centre de les dues franges superiors un sol daurat en esplendor.
El 1922 es va modificar l'orde de les franges i va desaparèixer el sol; el nou orde fou vermell, groc, verd, blanc i blau.
Aquesta bandera va durar fins al 1947 quan es va adoptar una nova bandera d'estat formada per dues bandes horitzontals, vermell sobre verd. A la part del pal de la banda vermella, la panchranga amb els colors vermell, groc, blau, blanc i verd. La part de la panchranga ocupava la meitat de l'altura total de la bandera i la meitat del llarg (l'altra meitat era el vermell).
La bandera reial adoptada el 1947 era la mateixa que la bandera d'estat adoptada aquell any, però incloent un cavall al galop de color blanc i mirant al pal, al mig de la part inferior verda.
Es coneixen cinc estendards personals: 
El primer adoptat el 1922, usat fins al 1947, rectangular 1:2, estava format per quatre quartes: al primer un zebú blanc en verd; al segon una àliga marró amb serp verda a la boca, en groc; al tercer un elefant blanc amb la trompa elevada, mirant al vol, sobre camp verd; i al quart, torre blanca sobre turó blanc, en camp verd.
Un altre estendard fou adoptat el 1932 per la maharani (morta el 1958), rectangular 2:3. Dividit en tres camps, dos a dalt i un a la part inferior; el primer groc de vora roja, i al centre tres arbres verds, que simbolitzava Jodhpur, origen de la maharani; al segon una àliga marró amb serp verda a la boca, en groc; i al tercer (inferior) de color verd, un zebú, un carro estirat per dos animals, un elefant (les tres coses blanques) i una torre marró, cada costa al davant de l'altra horitzontalment.
El 1947 el nou maharajà va adoptar nou estendard rectangular 2:3, també dividit en tres camps, dos a la part superior i un a l'inferior. Al primer un zebú blanc en verd; al segon una àliga marró amb serp verda a la boca, en groc; i al tercer un elefant blanc amb trompa aixecada mirant al vol i un sol o lluna també blanc un mica tapat per un castell marró i al final un mig turó blanc al costat del castell, tot en camp verd. Fou usat fins al 1970.
El 1940 la reina mare va adoptar un estendard rectangular 2:3, igualment dividit en tres camps, dos a la part superior i un a l'inferior. Al primer un sol amb cara i en esplendor, daurat en vermell (símbol de Cooch Behar d'on era la reina); al segon una àliga marró amb serp verda a la boca, en groc; i al tercer un elefant blanc amb trompa aixecada mirant al vol i un sol o lluna també blanc un mica tapat per un castell marró i al final un mig turó blanc al costat del castell, tot en camp verd. Fou suat fins al 1970.
També va tenir estendard la Marudhar Kanwar (1924-1944) però és desconegut. El maharajà Bhawani Singh, que va heretar el títol el 1970, disposà també d'estendard personal (la panchranga en orde vermell, groc, blanc, blau i verd).
Es coneixen també els estendards de Primer regiment d'infanteria (1923-1949), de la guàrdia militar de Sawai Man (1932-1949), i dels Guàrdies Rajendra Hazari (1696-1949), i dues banderes regimentals dels Guàrdies Sawai Man (1932-1934 la primera i 1934-1949 la segona).

## Educació i sanitat
El 97,5% de la població era analfabet el 1901 (99,9% de dones i 95,3 d'homes). Hi havia en aquest mateix any diverses escoles amb més de setze mil alumnes (havien arribat a més de vint mil abans de la fam del 1899-1900). El 1904 eren més de 23.000 (797 noies) i en aquest any hi havia 753 escoles o centres d'educació (602 privats).
Hi havia 29 hospitals incloent l'unit a les presons, de les quals 7 eren mantinguts pels jagirdars i la resta pel darbar (govern). A més hi havia dos hospitals dependents de la linea ferria Rajputana-Malwa a Bandinkui i Phalera i un altre del departament de la sal a Sambhar.

## Història
El clan kachwaha dels rajputs es va establir en una època matinera a Rothas, al riu Son des d'eon, al segle iii, van emigrar a Gwalior i Narwar on van governar durant 800 anys, de vegades com independents i altres sotmesos a estats més poderosos.
El primer raja kachwaha de Gwalior que apareix esmentat és Vajradaman, que segons una inscripció va conquerir la ciutat de Gwalior el 977, quan pertanyia a Kanauj, i va esdevenir independent. El seu vuitè descendent fou Tej Karan (Dulha Rai, el príncep nuvi) que va abandonar Gwalior el 1128, segons la tradició expulsat per un oncle o bé que se'n va anar per casar-se amb Maroni, la filla de Bargujar Rajput, senyor de Daosa i va deixar el govern al fill de la seva germana que era un parihar o paramara rajput, el qual va usurpar el tron.
El seu sogre, que no tenia fills, li va llegar Daosa amb el que es pot establir el començament de la dinastia Kachwaha a Rajputana oriental després del 1128, amb Daosa com a primera capital; el país fou anomenat Dhundhar. El regne fou parcel·lat entre petits caps rajputs i mines i fou vassall dels reis rajputs de Delhi. Vers el 1150 el sobirà, un successor de Tej Karan, va adquirir Amber i la va fer la seva nova capital. Ho fou durant 600 anys i va donar nom a l'estat.
Un dels sobirans, Pajun (quart i cinquè successor de Tej Karan) es va casar amb la germana de Prithwi Raj Chahuan, el darrer rei hindú de Delhi, i va morir amb aquest a la batalla decisiva contra Muhammad de Ghor. Al final del segle XIV a Amber governava Udai Karan i fou en el seu temps quan va dominar el districte de Shekhawati.
Amb la conquista de l'Índia els mogols, Amber va esdevenir el seu tributari. Bahar Mal (1548-1574) fou el primer que va pagar el tribut i va rebre d'Humayun el comandament de cinc mil homes; la seva filla fou una de les dones d'Akbar. Bhagwan Das, fill de Bahar Mal, fou amic d'Akbar i va rebre el govern del Panjab; el 1585 o 1586 la seva filla es va casar amb Selim que després fou emperador mogol amb el nom de Djahangir.
Bhagwan Das va adoptar com a successor a Man Singh, que va pujar al tron vers 1590 i va morir vers el 1614. Fou un destacat general al servei dels mogols i tot i ser hindú va ascendir al més alt rang de l'imperi (comandant de set mil homes); va lluitar a Orissa, Bengala i Assam i fou governador de Kabul, Bengala, Bihar i Dècan.
Jai Singh I, conegut també com a Mirza Raja fou un altre sobirà destacat que va lluitar amb Aurangzeb al Dècan; fou comandant de sis mil cavallers, i va capturar a Sivaji, el fundador del poder maratha. Aurangzeb, que el devia considerar perillós, el va fer enverinar el 1667 o 1668.
Va tenir dos successors i el tercer fou Jai Singh II (conegut per Sawai Jai Singh, del títol donat per l'emperador, fou l'ancestre directe de l'actual casa reial de Jaipur. Va pujar al tron d'Amber el 1688 i va morir el 1743. Home de gran intel·ligència, el 1728 va construir la ciutat de Jaipur, on va fundar entre d'altres el famós observatori. Va renovar en el tractat amb Jodhpur i Udaipur per la defensa contra els musulmans, però per recuperar el privilegi d'enllaçar amb la família d'Udaipur, que havia perdut en donar filles en matrimoni als emperadors mogols, va haver de concedir la successió de l'estat al fill d'una de les seves dones que era princesa d'Udaipur, en preferència al seu fill gran o als fills d'altres de les seves dones. Aquest trencament del dret de primogenitura va portar seriosos conflictes.
A la mort de Jai Singh II els jats de Bharatpur, van lliurar una guerra en la qual van ocupar zones de Jaipur; el cap governant a Macheri, dependent de Jaipur, es va independitzar i va formar l'estat d'Alwar (vers 1790). Al final del segle, entre la pressió maratha, el conflicte intern i les pèrdues territorials, l'estat estava en força confusió.
El príncep Jagat Singh, va fer un tractat amb el govern britànic el 1803, per una aliança contra els marathes, però l'aliança es va trencar el 1805 quan el príncep de Jaipur fou acusat de no complir els acords al no ajudar els britànics contra Holkar. Va seguir la disputa amb Jodhpur per la mà de la filla del sobirà d'Udaipur; Amir Khan (després fundador de l'estat de Tonk) i els seus mercenaris pindaris van assolar el país. El 1817 van començar nous contactes amb els britànics i un tractat es va signar el 1818, quedant Jaipur sota protectorat, que pagaria un tribut anual.
Jagat Singh va morir el desembre de 1818. Mohan Singh, fill del raja Manohar Singh de Narwar, fou proclamat regent per un noble el 22 de desembre de 1818 i de fet va usurpar les funcions reials, però quan va néixer el legítim hereu Jai Singh III, el 25 d'abril de 1819, fill pòstum de Pratap Singh, els notables del país van deposar Mohan. Durant la minoria de Jai Singh l'estat fou mal administrat; una revolta a la capital al final del 1820 va portar a l'establiment d'un resident britànic.
Va morir jove sense haver assolit els poders el 6 de febrer de 1835, però ja casat i va deixar tanmateix un fill pòstum, Ram Singh II, que va néixer el 27 de setembre de 1835. Van esclatar seriosos disturbis a la capital i el coronel Alves, l'agent del governador general de la Rajputana, fou ferit, i el seu ajudant Martin Blake, va morir; el govern britànic va prendre mesures ràpides; es va formar un consell de regència amb els cinc principals nobles dirigits per l'agent polític que tenia la darrera decisió; l'exèrcit fou reduït i l'administració reformada. El 1842 el tribut de 8 lakhs anuals fou considerat excessiu i foren perdonats a l'estat 46 lakhs que devia i el tribut anual fou reduït a 4 lakhs; Ram Singh va rebre els poders el 1851. A la rebel·lió del 1857 va ser lleial als britànics a disposició dels quals va posar les seves forces; com a recompensa se li va atorgar la pargada de Kot Kasim; el 1862 li fou concedit, com a quasi tots els estats, el privilegi d'adopció; pel seu comportament exemplar en la fam de 1868 va rebre el dret d'afegir dues canonades més a la seva salutació hereditària de 15 canonades, i el 1877 la seva salutació personal fou augmentada a 21 canonades i va esdevenir conseller de l'Emperadriu. Va ser un sobirà intel·ligent que va obrir camins, es va preocupar per l'educació, va ampliar les terres irrigades i va portar l'aigua i el gas a la capital.
Va morir el 17 de setembre de 1880 sense hereuis mascles legítims, i el va succeir el seu fill adoptiu Qayam o Kaim (nascut el 1861), germà petit del thakur d'Isarda i descendent del segon fill del maharajà Jagat Singh; el govern britànic i el de l'estat van confirmar l'elecció i Kaim va pujar al tron amb el nom de Sawai Madho Singh II, sota un consell de regència fins a la seva majoria el 1882. Va tenir cinc dones (i 18 concubines) i entre 50 i 60 fills (algunes fonts apugen la xifra fins a 107). El seu fill Gopal Singh era el preferit i fou considerat hereu expectant, cosa que els nobles no volien, però la seva mort el 1920 va solucionar el problema.
Madho va morir el 7 de setembre de 1922 i el va succeir el seu fill adoptiu Kunwar Mor Mukhut Singh (nascut el 1911), fill del thakur d'Isarda, amb el nom de Man Singh II; fou adoptat poc abans ([24 de març] de 1921. La seva salutació personal que li corresponia (17 canones com l'estat) fou augmentada a 19 (la de l'estat no va variar) i el 1896 a 21. Va seguir els passos del seu pare adoptiu i va fer nombroses obres públiques (irrigació, hospitals i dispensaris). El dret successori fins a tenir fills fou assignat a la casa dels rajawat rajputs descendents del fill de Prithwi Raj que va governar Amber al segle XVI.
El 30 de març de 1949 va integrar l'estat en el de la unió de Rajasthan per formar el Gran Rajasthan, al que es va unir poc desdprés la unió de Matsya per formar l'estat de Rajasthan (15 de maig de 1949); fou rajpramukh de Rajasthan del 1949 al 1956, membre de la Rajya Sabha del 1962 al 1965 i va morir el 24 de juny de 1970 a Anglaterra, sent portat a Jaipur on fou incinerat el 27 de juny.

## Llista de governants
- Sodh Deo 966-1006 (de Daosa)
- Dulha Rao1006-1036
- Kankal Deo 1036-1038
- Huna Deo 1039-1053
- Janad Deo 1053-1070
- Pujana Deo 1070-1084
- Malesi Deo 1094-1146
- Byala Deo 1146-1179
- Raja Deo 1179-1216
- Kilhan Deo 1216-1276
- Kantal Deo 1276-1317
- Jansi Deo 1317-1366,
- Udayakarna 1366-1388
- Narsingh Deo 1388-1413
- Banbir Singh, 1413-1424
- Udhao Rao 1424-1453
- Chandrasena 1453-1502
- Prithwi Singh I 1502-1527,
- Puran Mal 1527-1534
- Bhim Singh 1534-1537
- Ratan Singh 1537-1548
- Baharmalla (o Bhar Mal) 1548-1574
- Bhagwan Das 1574-1589
- Man Singh I 1589-1614
- Bhao Singh, 1614-1621.
- Jai Singh I 1621-1667
- Ram Singh 1667-1688
- Bishan Singh 1688-1699
- Jai Singh II 1699-1743
- Ishwari Singh 1743-1750
- Madho Singh I 1750-1768
- Prithwi Singh II 1768-1778
- Pratap Singh 1778-1803
- Jagat Singh, 1803-1818.
- Mohan Singh (també anomenat de vegades Man Singh II) regent 1818-1819, usurpador
- Jai Singh III 1819-1835
- Ram Singh II 1835-1880
- Madho Singh II 1880-1922
- Man Singh II 1922-1949 (+1970)

## Ministres en cap (diwans)
- ?-1747 Raja Ayamal Khatri
- 1747 - 1750 Keshavdas Khatri
- 1750 - vers 1753 Hargovind Natani
- vers 1755 Jago Pandit
- vers 1768 - 1781 Khushhali Ram Bohra
- 1781 - 178? Daulat Ram Haldia
- 178? - 1784 Khushhali Ram Haldia
- 1784 - 1786 Daulat Ram Haldia
- 1786 - 1787 Khushhali Ram Bohra
- 1787 - 1791 Roda Ram Khawas
- 1791 - 1794 Daulat Ram Haldia
- 1794 - 1798 Khushhali Ram Bohra (?)
- 1798 - 1800 Dinaram Bohra
- 1800 - 1808 Rai Chand
- 1808 - 1810 Rao Chaturbhuj Haldia
- 1810 - 1811 Megh Singh
- 1811 - 1812 Kushhali Ram Bohra
- 1812 - 1815? Misra Sheo Narayan
- 1815 - 1818 Purohit Manji Das
- 1818 - 1819 Nazir Mohan Ram
- 1819 - 1824 Rawal Berisal
- 1824 - 1826 Megh Singh
- 1826 - 1828 Rao Chand Singh
- 1828 - 1835 Jhota Ram Saraogi
- 1835 - 1838 Rawal Bairi Sal
- 1838 - 1854 Sheo Singh Nathawat
- 1854 - 1860? Lachman Singh
- 1860 - 1863 Pandit Sheodin
- 1863 - 186? Bishin Berdin
- 186? - vers 1869 Hari Mohan Sen
- vers 1869 - 1873 Faiz Ali Khan
- 1873 - 1881 Thakur Fateh Singh Champawat
- 1881 - 1901 Shri Kanti Chandra Mukherjee
- 1901 - 1906 Mohammad Fayaz Ali Khan
- 1906 - 1909 Shri Sansar Chandra
- 1909 - 19?? Avinash Sen
- 19?? - 19?? Amar Nath Atal
- 1921 - 1923 Charles Cleveland
- 1923 S.B.A. Paterson
- 1923 - Apr 1924 B.J. Glancy
- 1924 - 1925 L.W. Reynolds
- 1925 (6 mesos) G.D. Ogilvie (acting)
- 1925 - 1927 L.W. Reynolds
- 1927 - 1929 H.R. Lawrence
- 1929 - 1929 A.S. Meek
- 1929 - 1930 Arthur Lothian
- 1930 - 1932 B.J. Glancy
- 1932 - 1933 the Maharajadhiraj
- 1933 - 1939 Beauchamp St. John
- 1939 Oficial britànic (nom desconegut)
- 1939 - 1942 Raja Gyan Nath
- 1942 - 1946 Mirza Mohammad Ismail
- 1946 - 1949 Vangal Thiruvenkatachari Krishnamachari

## Agent polític
John Cheape Brooke 1860-1870